# Albert Jean Amateau
Albert Jean Amateau (geboren am 20. April 1889 in Milas bei Muğla; gestorben am 9. Februar 1996 in Santa Rosa, Kalifornien) war ein türkischer Rabbiner, Rechtsanwalt, Geschäftsmann und Aktivist.

## Leben
Albert Jean Amateau wurde 1889 als sephardischer Jude in der osmanischen Stadt Milas geboren und absolvierte das American International College in Izmir. Im Jahre 1910 wanderte er in die Vereinigten Staaten aus.
Amateau setzte sich auch energisch für die Rechte von tauben Menschen ein. Nachdem er von seinem Wehrdienst im Ersten Weltkrieg zurückgekehrt war, wurde Amateau 1920 am Jewish Theological Seminary ordiniert und zum ersten Rabbiner einer Kongregation für Gehörlose gewählt. Im Jahre 1941 entwickelte Amateau den Albert J. Amateau Foreign Language Service, der Übersetzer für Lippensynchronisation für Kinofilme anbot und bis zum Jahre 1989 betrieben wurde.
Amateau gründete in den Vereinigten Staaten zahlreiche türkei-orientierte Organisationen. Im Jahre 1992 half er im Alter von 103 Jahren bei der Gründung der American Society of Jewish Friends of Turkey (Amerikanische Gesellschaft der jüdischen Freunde der Türkei) mit und wurde zu deren Präsidenten ernannt.
Amateau war auch Friedensaktivist und engagierte sich als Vermittler bei Verhandlungen zwischen Juden und Arabern von Palästina. Der Filmregisseur Rod Amateau war sein Sohn.